# The Living End (groupe)
Pour les articles homonymes, voir The Living End.
The Living End est un groupe de punk rock et psychobilly australien, originaire de Melbourne, Victoria. Deux de leurs sept albums sont classés numéro un aux ARIA Charts : The Living End album en 1998, et State of Emergency en 2006.
Aux ARIA Music Awards, ils sont nommés 27 fois et récompensés cinq fois : le single le mieux vendu pour Second Solution / Prisoner of Society (1998), le meilleur groupe ou album pour The Living End (1999), le meilleur album rock pour White Noise (2008) et pour The Ending Is Just the Beginning Repeating (2011).

## Biographie

### Débuts (1994–1996)
The Living End est formé en 1994 par Chris Cheney et Scott Owen, qui se sont rencontrés durant l'école primaire grâce à leurs sœurs, et qui étudieront ensemble au Wheelers Hill Secondary College de Melbourne. Cheney et Owen effectuent leur premier concert au Rob Roy de Melbourne en 1991. Cheney était fan du groupe de rockabilly Stray Cats, ce qui forcera Owen, pianiste, à jouer de la contrebasse. Le duo forme un cover band, The Runaway Boys, qui reprendra Stray Cats et The Clash,. Le nom du groupe s'inspire de la chanson homonyme des Stray Cats (février 1981),. The Runaway Boys jouent initialement du rockabilly localement, puis à l'échelle nationale,.
En 1994, Cheney et Owen écrivent leurs propres chansons, et décident de changer de nom pour The Living End – en référence au film, Rock Around the Clock (1956). Avec Cheney à la guitare solo et au chant, et Owen à la contrebasse et aux chœurs, le groupe recrute Joe Piripitzi à la batterie,,. Cheney considérera Piripitzi idéal grâce à son apparence charismatique.
Durant l'année, ils enregistrent la chanson Headlines coécrite par Cheney et Owen,. Le groupe enverra un t-shirt et une démo au guitariste de Green Day Billie Joe Armstrong, et jouera en soutien avec le groupe pendant leur tournée australienne. Après cette tournée, The Living End enregistre son premier EP, Hellbound. Il est produit par le groupe et comprend Headlines de l'année dernière. En novembre 1995, le trio enregistre un deuxième EP, It's for Your Own Good, publié en juin,. L'EP comprend six titres et est coproduit par Lindsay Gravina (Underground Lovers, Cosmic Psychos), Mike Alonso (Jericho) et The Living End pour le label Rapido. Il contient leur premier hit radio, From Here on In, joué sur la chaine radio Triple J. Peu après, Piripitzi est renvoyé car son choix de vie handicapait le groupe. Il est remplacé à la batterie par Travis Demsey (plus tard de The Knockout Drops).

### Premier album (1997–1999)
The Living End tourne en Australie pendant un an, puis, en août 1997, enregistre de quoi vendre à leurs nouveaux concerts,. Le single double face-A, Second Solution / Prisoner of Society, est publié en janvier l'année suivante. Ce même mois, ils jouent avec The Offspring pendant leur passage australien. Second Solution / Prisoner of Society atteint la quatrième place de l'ARIA Singles Chart, et est certifié double-disque de platine par l'ARIA pour 140 000 exemplaires vendus,. Aux ARIA Music Awards de 1998, il est récompensé dans la catégorie de single le mieux vendu,, puis devient finalement le single australien le mieux vendu des années 1990. Il reste 47 semaines au top 50, un record.
En octobre 1998, il atteint la 28e place des classements néo-zélandais. Il est ensuite inclus dans le jeu vidéo Guitar Hero World Tour. Second Solution devient la bande-son du film Cheats, avec Trevor Fehrman, Matthew Lawrence, et Mary Tyler Moore. Au début de 1998, Prisoner of Society est publié comme single à part au Royaume-Uni et, l'année suivante, aux États-Unis. Le single apparait au top 200 de l'UK Singles Chart et la 23e place des Billboard Alternative Songs.
Le groupe signe avec Modular Recordings pour la sortie de son premier album, éponyme, publié le 12 octobre 1998, et coproduit par Gravina et le trio,. Il atteint la première place de l'ARIA Albums Chart, puis devient le second album rock le mieux vendu dans l'industrie musicale australienne et est, dès 1999, certifié quadruple disque de platine pour 280 000 exemplaires vendus. Le nouveau single, Save the Day, est publié en septembre 1998, un mois avant l'album. Il atteint le top 30 de l'ARIA Singles Chart. Il atteint aussi la 10e place des classements néo-zélandais. De l'album, un total de six singles sont publiés dont une reprise live de Tainted Love, publié en single radio sur Triple J. Aux ARIA Music Awards de 1999, The Living End remporte deux autres prix : meilleur groupe et album/groupe à succès,.  Ils sont aussi nommés pour l'album de l'année et pour l'album le mieux vendu. En octobre 2010, leur premier album est listé dans l'ouvrage 100 Best Australian Albums.

### Roll On(2000–2001)
Le deuxième album des Living End, Roll On, est enregistré en juillet 2000 avec Nick Launay (Midnight Oil, Models, Silverchair) à la production la même année. Il atteint la huitième place de l'ARIA Albums Chart et le top 40 en Nouvelle-Zélande,. L'album est certifié disque de platine avec 70 000 exemplaires.
Cheney tentera plus tard d'expliquer à la presse spécialisée que The Living End ne se définit pas uniquement de par leur single à succès Prisoner of Society ; l'album se caractérise par un son davantage teinté rockabilly. Rolling Stone le compare au pic de créativité de The Clash, avec l'album London Calling (décembre 1979), qui « piétine entre punk, reggae, rockabilly et le vieux rock and roll. » Les deux premiers singles de l'album, Pictures in the Mirror, et la chanson-titre, atteignent le top 20 de l'ARIA Singles Chart. Pictures in the Mirror atteint le top 20 en Nouvelle-Zélande tandis que Roll On atteint la 33e place des Billboard Alternative Songs Chart, et atteint le top 50 de l'UK Singles Chart. En mars 2001, Billboard décrit Roll On comme du « aussie punkabilly », tandis que les paroles du groupe montrent « une attitude socialement traitant du préjudice, du racisme, et du conflit politique. »

### Modern ARTillery(2002–2005)

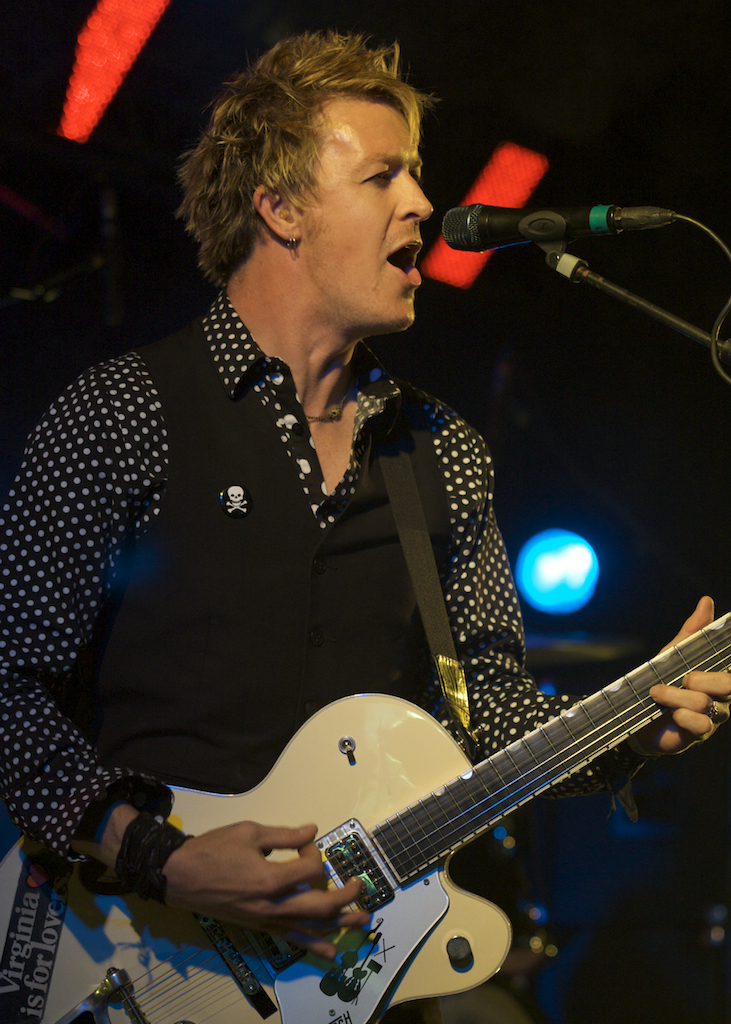
Chris Cheney avec The Living End au Nibe Festival de 2009, au Danemark.

En février 2002, la formation des Living End change avec le départ de Demsey et son remplacement en avril à la batterie par Andy Strachan (ex-Pollyanna),. Dempsey souhaitera passer plus de temps avec sa famille et est lassé des grandes tournées ; en août la même année, il rejoint Fez Perez puis un groupe de punk, folk rock appelé The Currency. The Living End développe un projet parallèle, The Longnecks (référence aux bouteilles longneck beer), puis établit un troisième album, Modern ARTillery, sans attirer l'intérêt du public.
En mi-2002, The Living End enregistre quatre chansons, dont One Said to the Other, publiées comme EP en janvier l'année suivante, et qui atteint le top 20 de l'ARIA Singles Chart. Deux des chansons sont réenregistrées à Los Angeles avec Mark Trombino (Blink-182, Jebediah) à la production, et de nouvelles chansons pour Modern ARTillery, qui est publié le 28 octobre 2003, . Il atteint la troisième place de l'ARIA Albums Chart, le top 50 en Nouvelle-Zélande et le top 40 des Billboard Top Heatseekers.
Le 27 septembre 2004, le groupe publie une compilation, From Here on In: The Singles 1997-2004, qui comprend deux nouvelles chansons I Can't Give You What I Haven't Got et Bringing It All Back Home. Ils publient aussi un DVD, From Here on In: The DVD 1997–2004, qui retrace leurs clips et performances scéniques aux festivals [plendour in the Grass et Big Day Out à Sydney, et au Summer Sonic au Japon.

### State of Emergency(2005–2007)
Le quatrième album des Living End, State of Emergency, est enregistré à Byron Bay avec Launay à la production,, suivi par une apparition du groupe au Splendour in the Grass. L'enregistrement et la liste des titres sont révélés en décembre 2005, et l'album est publié le 4 février l'année suivante. The Living End rejoue quelques concerts sous le nom de The Longnecks, avant d'enregistrer l'album. Il atteint la première place de l'ARIA Albums Chart durant sa première semaine, il atteint le top 40 en Nouvelle-Zélande et le Billboard Alternative Songs Chart,.
Le premier single, What's on Your Radio?, est publié en novembre 2005, et atteint la 9e place de l'ARIA Singles Chart. Le deuxième single, Wake Up, est publié en février juste après l'album et atteint la 5e place. Il atteint la 12e place en Nouvelle-Zélande. Le troisième single, Long Live the Weekend, est publié en mai, et apparait au top 30 en Australie. Le quatrième single, Nothing Lasts Forever, est publié en août, et atteint aussi le top 40. L'album est nommé d'un J Award.
L'album est distribué aux États-Unis par Adeline Records et Eastwest Records le 11 juillet 2006 et au Canada une semaine plus tard. Le DVD Live at Festival Hall est publié le 30 septembre, et capture une performance à Melbourne lors de la tournée State of Emergency, et quelques chansons de l'album. Le 20 juin 2006, le groupe reçoit quatre Jack Awards : meilleur groupe live, meilleure performance TV live, meilleur performeur (Cheney) et meilleur batteur (Strachan). Ils obtiennent le plus de récompenses en un an,.
Le 6 octobre, Cheney, souffrant d'un burn-out, ne pouvant plus supporter les tournées constantes, et faisant également face à l'angoisse de la page blanche, quitte le groupe. Plus tôt en 2007, Cheney s'isolait lui-même de ses compagnons cherchant à écrire une suite à State of Emergency. Déçu du résultat, il tente de se mettre au yoga, passe du temps à peindre et passer du temps avec sa fille pour la première fois en 10 ans. À cette période sort une reprise de Cold Chisel, Rising Sun, incluse dans l'album Standing on the Outside (mars 2007). Cheney réussit à lutter contre son angoisse de la page blanche, et les autres membres tentent de le convaincre de rester ; le groupe joue au festival The Great Escape en avril 2007 et démarre un cinquième album.

### White Noise(2008–2009)
The Living End publie son cinquième album, White Noise, le 19 juillet 2008,,. Le trio joue aux Entertainment Guide's EG Awards à Melbourne en décembre 2007. En février l'année suivante, ils jouent quelques concerts sous le nom de The Longnecks.
La préproduction de l'album prend place au Studio One de Collingwood, Melbourne, avec le producteur Kalju Tonuma. Ils écriront notamment Sum of Us.  Le producteur John Agnello (Sonic Youth, The Hold Steady) est engagé pour commencer l'enregistrement aux Water Music Studios de Hoboken, dans le New Jersey, pour leur nouveau label, Dew Process, pendant la semaine du 31 mars. Cheney estimait qu'Agnello « [pouvait] capturer l'énergie et l'attaque après laquelle on court. » Brendan O'Brien mixe l'album aux Silent Sound Studios d'Atlanta, en Géorgie,. White Noise atteint la deuxième place de l'ARIA Albums Chart la première semaine ; il atteint la 18e place en Nouvelle-Zélande. En soutien à l'album, ils apparaissent pour le NRL Grand Final au ANZ Stadium en 2008. Aux ARIA Music Awards de 2008, White Noise est récompensé dans la catégorie de meilleur album rock, face à Gyroscope and Faker.

### Shift(2015–2017)
The Living End annonce avoir terminé un septième album en 2015. Le 15 mars 2016, le groupe publie la chanson Monkey comme avant-goût du prochain album. Monkey n'est pas un single issu de l'album, mais il est joué au Decades Music Festival en 2015, en même temps qu'une autre chansons intitulée Death. Le 21 mars 2016, le groupe annonce le titre de leur nouvel album, Shift.

### Wunderbar(depuis 2018)
Le groupe annonce le 10 juillet 2018 sur sa page Facebook la prochaine sortie de leur huitième album Wunderbar, prévue pour le 28 septembre 2018.  

## Discographie
- 1995 : Hellbound
- 1998 : The Living End
- 2000 : Roll On
- 2003 : Modern Artillery
- 2006 : State of Emergency
- 2008 : White Noise
- 2011 : The Ending Is Just The Beginning Repeating
- 2016 : Shift
- 2018 : Wunderbar